# Konwencja UNESCO w sprawie ochrony niematerialnego dziedzictwa kulturowego

Logo UNESCO

Konwencja UNESCO w sprawie ochrony niematerialnego dziedzictwa kulturowego (ang. Convention for the Safeguarding of the Intangible Cultural Heritage) to pierwszy międzynarodowy traktat, który stwarza ramy prawne, administracyjne i finansowe umożliwiające prowadzenie ochrony niematerialnego dziedzictwa kulturowego i podnoszenia jego rangi. Stanowi zachętę dla krajów świata do dostrzegania wagi tego dziedzictwa i do otaczania go opieką.
Konwencja została uchwalona podczas 32 sesji Zgromadzenia Ogólnego UNESCO 17 października 2003 roku głosami 120 państw. Weszła w życie 20 kwietnia 2006 roku, po ratyfikacji przez 30 państw zgodnie z art. 34. Do końca października 2012 roku ratyfikowało ją 148 państw. Jest wyrazem olbrzymiego zainteresowania krajów całego świata kwestią ochrony niematerialnego dziedzictwa kulturowego. Jest także dowodem potrzeby podejmowania międzynarodowych działań w tym kierunku.

Logo Konwencji UNESCO w sprawie ochrony niematerialnego dziedzictwa kulturowego

Konwencja sporządzona została w językach: angielskim, arabskim, chińskim, hiszpańskim, francuskim i rosyjskim, depozytariuszem jest Dyrektor Generalny UNESCO.

## Tło historyczne

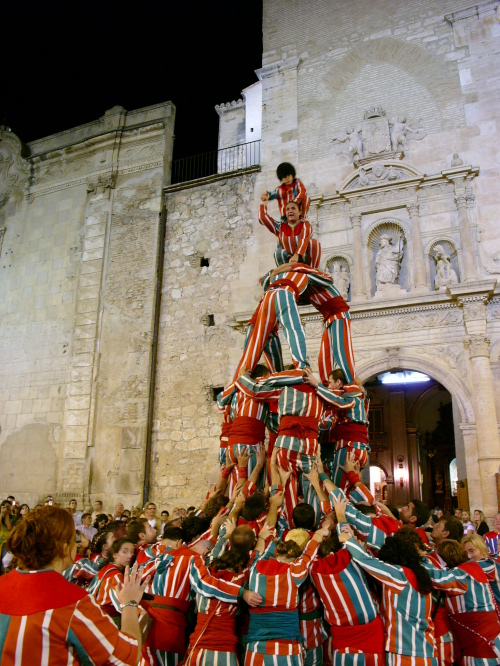
Ludzkie wieże – niematerialne dziedzictwo kulturowe Hiszpanii

Prace nad Konwencją zostały rozpoczęte na wniosek Państw Członkowskich UNESCO z prośbą o stworzenie międzynarodowych standardów, które mogłyby posłużyć jako podstawa do prowadzenia polityki kulturalnej na poziomie krajowym. Uchwalenie Konwencji poprzedzone zostało serią międzynarodowych konsultacji eksperckich. Przed uchwaleniem Konwencji, w ciągu 55 lat pojawiło się osiem komplementarnych aktów normatywnych odnoszących się do ochrony dziedzictwa kulturowego. Tworzą one zestaw narzędzi pomocnych w działaniach na rzecz ochrony różnorodności kulturowej:
Konwencje UNESCO dotyczące ochrony dziedzictwa kulturowego:
- Konwencja o ochronie dóbr kulturalnych w razie konfliktu zbrojnego z 14 maja 1954 roku[3]
- Konwencja dotycząca środków zmierzających do zakazu i zapobiegania nielegalnemu przywozowi, wywozowi i przenoszeniu własności dóbr kultury z 17 listopada 1970 roku[4]
- Konwencja w sprawie ochrony światowego dziedzictwa kulturalnego i naturalnego z 16 listopada z 1972 roku[5]
- Konwencja o ochronie podwodnego dziedzictwa kulturowego z 2 listopada 2001 roku[6]
- Konwencja w sprawie ochrony i promowania różnorodności form wyrazu kulturowego z 20 października 2005 roku[7]

Zalecenia i deklaracje UNESCO dotyczące ochrony dziedzictwa kulturowego:
- Zalecenie w sprawie ochrony tradycyjnej kultury i folkloru z 15 listopada 1989 roku[8]
- Powszechna Deklaracja UNESCO w sprawie różnorodności kulturowej z 2 listopada 2001 roku[9]
- Deklaracja z Istambułu z 17 września 2002 roku[10]

## Podejście programowe i cele
Struktura Konwencji z 2003 r. jest między innymi oparta na podejściu programowym Konwencji UNESCO o ochronie światowego dziedzictwa kulturowego i naturalnego z 1972 roku z tą różnicą, że zjawiska niematerialne nie poddawane są wartościowaniu. Z tego względu kluczowe dla Konwencji z 1972 r. pojęcie wyjątkowej uniwersalnej wartości (Outstanding Universal Value) zostało zastąpione podkreśleniem równowartości przejawów dziedzictwa niematerialnego, bez ich porównywania i hierarchizowania. Stwierdza się raczej znaczenie żywego dziedzictwa dla poczucia tożsamości i ciągłości grup z nim związanych, które je praktykują, przekazują i tworzą na nowo.
Głównymi celami Konwencji jest:
- ochrona niematerialnego dziedzictwa
- zapewnianie poszanowania niematerialnego dziedzictwa wspólnot, grup i jednostek
- wzrost na poziomie lokalnym, krajowym i międzynarodowym, świadomości znaczenia niematerialnego dziedzictwa kulturowego oraz zapewnienie, aby dziedzictwo to było wzajemnie doceniane
- zapewnianie międzynarodowej współpracy i pomocy w tym zakresie.

UNESCO wypełnia założenia Konwencji poprzez podejmowanie i inspirowanie działań mających na celu ochronę tego żywego dziedzictwa, inicjowanie i umożliwianie wymiany dobrych praktyk w tym zakresie. Tworzy także rejestr tego dziedzictwa – system list, który je uwidacznia i nobilituje społeczności z nim związane.

## Listy Konwencji

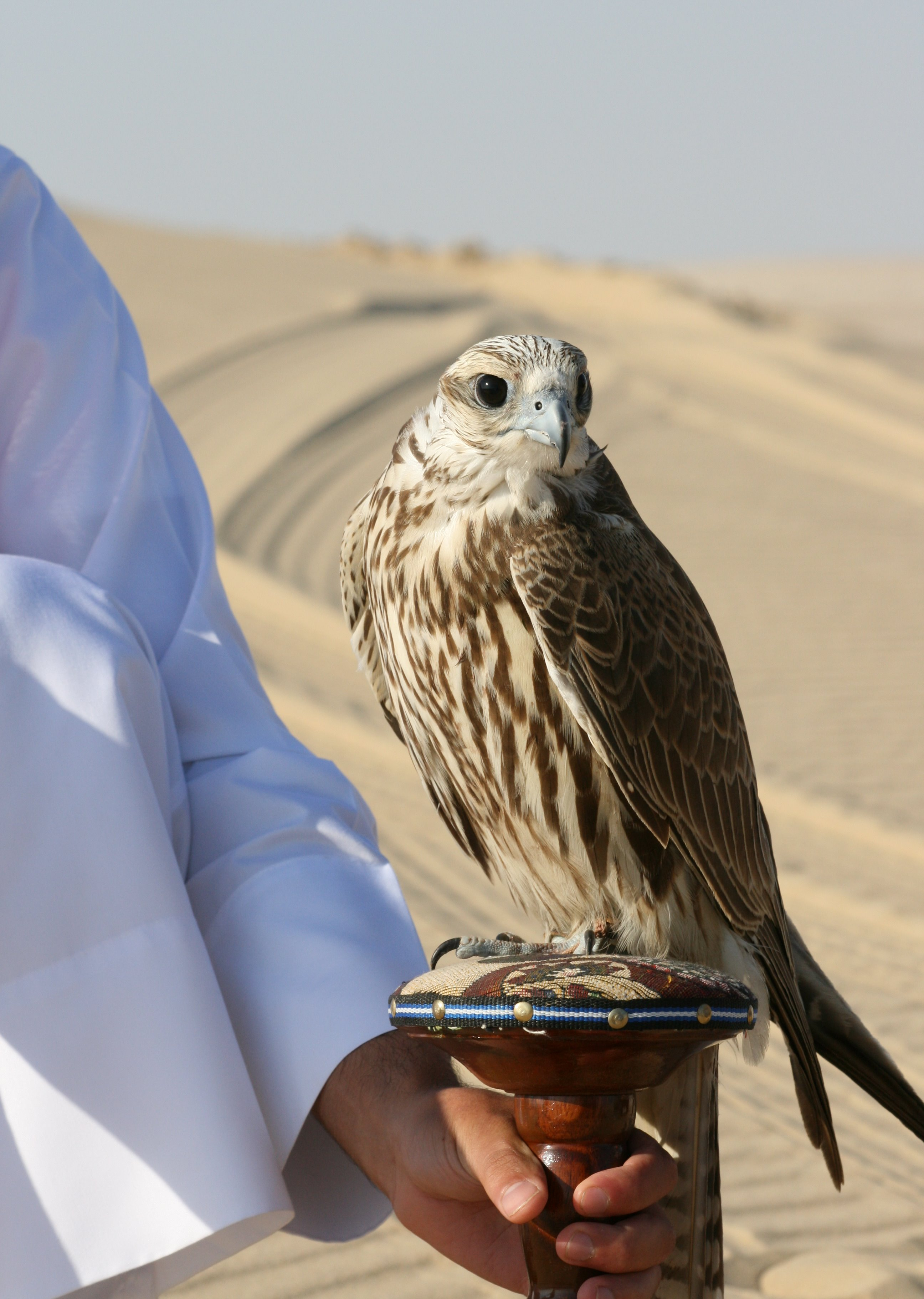
Sokolnictwo – żywe dziedzictwo ludzkości – międzynarodowy (obejmujący aż 24 państwa) wpis na listę reprezentatywną niematerialnego dziedzictwa kulturowego UNESCO

Jednym z narzędzi UNESCO, za pomocą którego Organizacja wypełnia swoje zadania wynikające z Konwencji z 2003 roku jest tworzenie trzech międzynarodowych spisów dotyczących niematerialnego dziedzictwa kulturowego. Za ich pomocą Organizacja pragnie uwidocznić i promować to dziedzictwo, dając świadectwo ludzkiej kreatywności i różnorodności kulturowej. Ukazanie bogactwa kulturowego ludzkości ma prowadzić z kolei do budowania pokoju na świecie i wspierać dialog międzykulturowy.
System list nie stanowi kluczowej działalności UNESCO w zakresie dziedzictwa niematerialnego, ale jest istotny jako czynnik wspomagający zwrócenie uwagę na kwestie ochrony dziedzictwa niematerialnego. Ukazuje ludzką różnorodność kulturową i stanowi sposób wyrażenia uznania dla społeczności, które pielęgnują swoje dziedzictwo niematerialne.
Wnioski o wpis na listy mogą być składane przez jedno lub wiele państw, przy czym preferowane są wpisy wielonarodowe.
1. Lista niematerialnego dziedzictwa kulturowego wymagającego pilnej ochrony
Jest to najważniejsza z trzech list UNESCO odnoszących się do niematerialnego dziedzictwa kulturowego. Wpisywane są na nią zjawiska, które postrzegane są przez związane z nimi grupy i Państwa-Strony jako zagrożone zanikiem. Wpis tych zjawisk na listę Konwencji ma na celu zwrócenie na nie uwagi i ułatwienie depozytariuszom tego dziedzictwa pozyskania pomocy w utrzymaniu tych zjawisk przy życiu.
2. Lista reprezentatywna niematerialnego dziedzictwa kulturowego
Lista reprezentatywna jest rejestrem zjawisk z całego świata, które pomagają ukazać różnorodność dziedzictwa niematerialnego i podnieść świadomość na temat jego znaczenia. Na mocy Artykułu 31. Konwencji, na Listę reprezentatywną w momencie jej utworzenia wpisane zostało 90 zjawisk, które przed uchwaleniem Konwencji zostały proklamowane Arcydziełami Ustnego i Niematerialnego Dziedzictwa Ludzkości. W tym samym artykule UNESCO ogłasza koniec tworzenia Proklamacji, a kryteria wpisu na Listę reprezentatywną różnią się znacząco od tych, obowiązujących dla programu Arcydzieł.
3. Rejestr programów, projektów i działań mających na celu ochronę niematerialnego dziedzictwa kulturowego („Rejestr Najlepszych Praktyk”)
Rejestr obejmuje programy, projekty i przedsięwzięcia podejmowane w celu ochrony niematerialnego dziedzictwa kulturowego, które wyróżniają się skutecznością i innowacyjnością i najlepiej odzwierciedlają cele i zasady Konwencji. Projekty te popularyzowane są przez UNESCO jako źródło doświadczeń i inspiracji dla wszystkich osób i grup prowadzących działalność na rzecz opieki nad dziedzictwem niematerialnym.

## Kluczowe założenia Konwencji
Kluczowe założenia Konwencji to ścisła współpraca z grupami, wspólnotami i jednostkami – depozytariuszami dziedzictwa, nacisk na żywe dziedzictwo i jego ochronę poprzez proces transmisji międzypokoleniowej. W myśl Konwencji, produkty związane z dziedzictwem niematerialnym takie jak organizacja festiwali kulturalnych czy produkcja przedmiotów wykonanych z użyciem tradycyjnych umiejętności rękodzielniczych są mniej istotne. Znacznie ważniejsze jest zapewnienie optymalnych warunków do kultywowania i przekazywania dziedzictwa przyszłym pokoleniom m.in. poprzez edukację formalną i nieformalną.

## Obowiązki sygnatariuszy

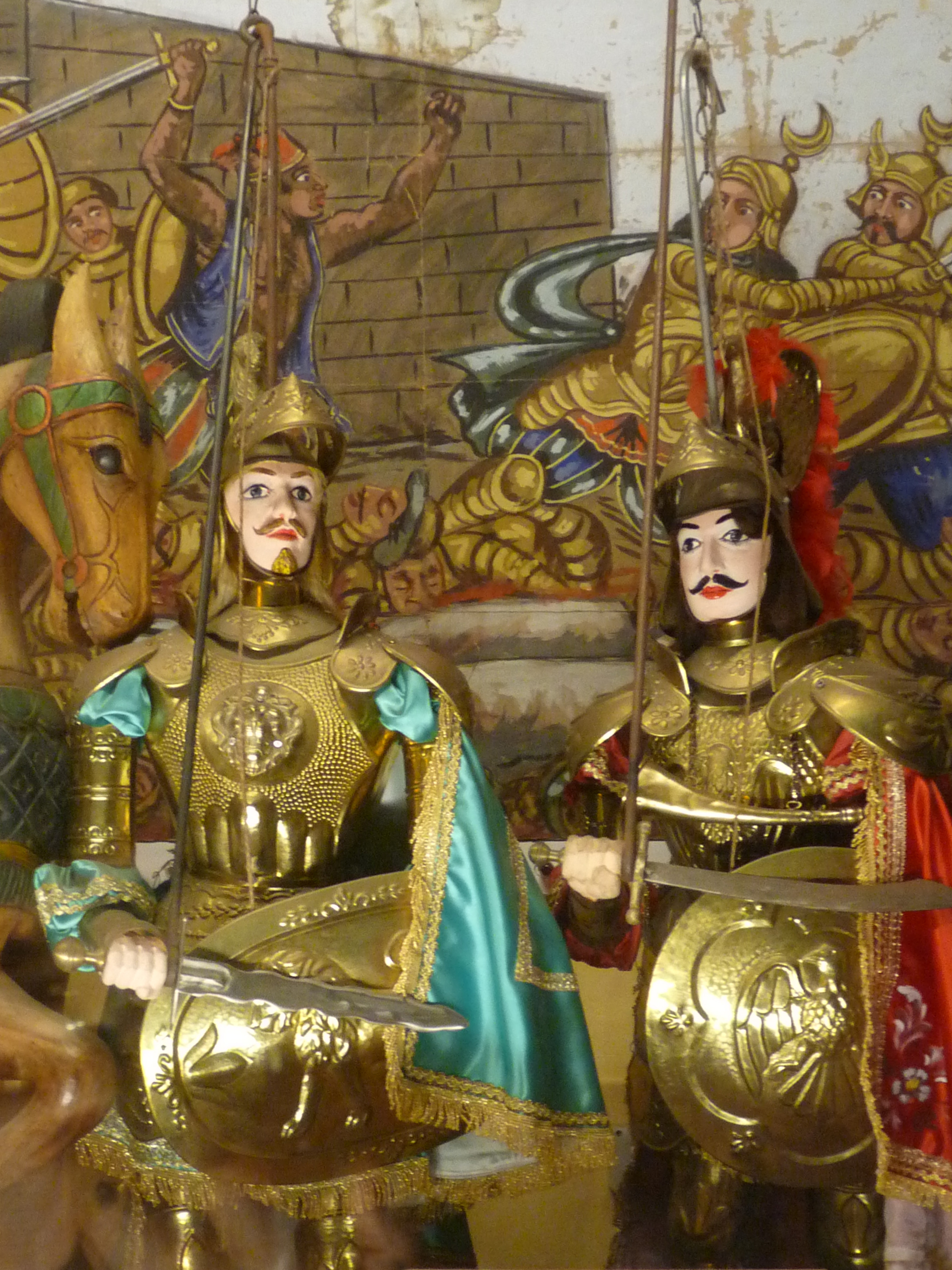
Sycylijski teatr lalek – niematerialne dziedzictwo kulturowe Włoch

Konwencja sugeruje, aby Państwa-Strony wprowadzały rozwiązania prawne na poziomie krajowym i międzynarodowym. UNESCO ukazuje propozycje różnych działań ochronnych i działań mających na celu podniesienie świadomości na temat znaczenia dziedzictwa niematerialnego i promowania działań edukacyjnych na rzecz tego dziedzictwa.
Konwencja stawia przed swoimi sygnatariuszami tylko dwa obowiązki: wymóg, aby Państwa-Strony tworzyły spisy niematerialnego dziedzictwa kulturowego obecnego na ich terytoriach oraz aby w proces jego identyfikacji i ochrony angażować grupy, wspólnoty i jednostki z nim związane oraz odpowiednie organizacje pozarządowe.

## Organy Konwencji
Organami Konwencji są Zgromadzenie Ogólne Państw-Stron Konwencji, Międzyrządowy Komitet ds. ochrony niematerialnego dziedzictwa kulturowego oraz Sekretariat.
Zgromadzenie Ogólne pełni rolę nadrzędną. Posiedzenie Zgromadzenia odbywa się co 2 lata, ale może także zostać zwołane na wniosek Międzyrządowego Komitetu lub co najmniej 1/3 Państw-Stron. Zgromadzenie wyznacza kurs działania i wybiera członków Międzyrządowego Komitetu.
Międzyrządowy Komitet składa się z 24 członków wybieranych na okres 4 lat na zasadzie reprezentacji geograficznej i rotacji. Połowa członków zmienia się co dwa lata. Komitet gromadzi się raz do roku w celu promowania zapisów Konwencji i monitorowania jej implementacji. Komitet wypracowuje i przedstawia do akceptacji Zgromadzenia Ogólnego Dyrektywy Operacyjne do wdrażania Konwencji. Rozpatruje także wnioski i dokonuje decyzji o wpisaniu zjawisk na jedną z 3 list Konwencji i o udzieleniu międzynarodowej pomocy finansowej na cele ochrony dziedzictwa niematerialnego przekraczającej 25 tys. USD.
Główne zadanie Sekretariatu polega na przygotowywaniu dokumentacji dla Komitetu i Zgromadzenia Ogólnego, organizowaniu porządku obrad tych organów oraz na zapewnianiu realizacji podejmowanych przez te organy uchwał.

### Lista sesji Międzyrządowego Komitetu ds. Ochrony Niematerialnego Dziedzictwa Kulturowego
Według stanu na 2025 rok odbyło się dziewiętnaście sesji Międzyrządowego Komitetu ds. Ochrony Niematerialnego Dziedzictwa Kulturowego (COM). W 2025 roku 20. sesja odbyć ma się w New Delhi, w Indiach:
| Sesja | Rok  | Data                         | Miejsce        | Państwo                      |
| ----- | ---- | ---------------------------- | -------------- | ---------------------------- |
| 1     | 2006 | 18–19 listopada              | Algier         | Algieria                     |
| 2     | 2007 | 3–7 września                 | Tokio          | Japonia                      |
| 3     | 2008 | 4–8 listopada                | Stambuł        | Turcja                       |
| 4     | 2009 | 28 września – 2 października | Abu Zabi       | Zjednoczone Emiraty Arabskie |
| 5     | 2010 | 15–19 listopada              | Nairobi        | Kenia                        |
| 6     | 2011 | 22–29 listopada              | Bali           | Indonezja                    |
| 7     | 2012 | 3–7 grudnia                  | Paryż          | Francja                      |
| 8     | 2013 | 2–7 grudnia                  | Baku           | Azerbejdżan                  |
| 9     | 2014 | 24–28 listopada              | Paryż          | Francja                      |
| 10    | 2015 | 30 listopada – 4 grudnia     | Windhuk        | Namibia                      |
| 11    | 2016 | 28 listopada – 2 grudnia     | Addis Abeba    | Etiopia                      |
| 12    | 2017 | 4–9 grudnia                  | Czedżu         | Korea Południowa             |
| 13    | 2018 | 26 listopada – 1 grudnia     | Port Louis     | Mauritius                    |
| 14    | 2019 | 9–14 grudnia                 | Bogota         | Kolumbia                     |
| 15    | 2020 | 14–19 grudnia                | Kingston Paryż | Jamajka · Francja            |
| 16    | 2021 | 13–18 grudnia                | online         | online                       |
| 17    | 2022 | 28 listopada – 3 grudnia     | Rabat          | Maroko                       |
| 18    | 2023 | 5–8 grudnia                  | Kasane         | Botswana                     |
| 19    | 2024 | 2–7 grudnia                  | Asunción       | Paragwaj                     |
| 20    | 2025 | 8–13 grudnia                 | Nowe Delhi     | Indie                        |

Odbyły się również następujące sesje nadzwyczajne Komitetu:
| Sesja nadzwyczajna | Rok  | Data         | Miejsce | Państwo  |
| ------------------ | ---- | ------------ | ------- | -------- |
| 1                  | 2007 | 23–27 maja   | Chengdu | Chiny    |
| 2                  | 2008 | 18–22 lutego | Sofia   | Bułgaria |
| 3                  | 2008 | 16 czerwca   | Paryż   | Francja  |
| 4                  | 2012 | 8 czerwca    | Paryż   | Francja  |
| 5                  | 2022 | 1 lipca      | online  | online   |